# Grégory Puyo
Pas d'image ? Cliquez ici

a Compétitions nationales et continentales officielles uniquement.

b Matchs officiels uniquement.
Dernière mise à jour le 18 juillet 2021.
Grégory Puyo, né le 19 mars 1985, est un joueur français de rugby à XV évoluant aux postes de centre ou d'ailier.

## Carrière
Grégory Puyo a débuté le rugby au sein de l'Etoile sportive de Lembeye. 
Il rejoint le centre de formation de la Section paloise en 2001. Il joue sen premier match professionnel en 2004 lors de la saison du Top 16 2004-2005. En 2011, soit 10 ans plus tard, après avoir joué 155 matches et inscrit 28 essais, il quitte le club béarnais.
En avril 2011, il s'engage pour deux saisons avec le CS Bourgoin-Jallieu en Pro D2. Il en est le capitaine. En une saison, il joue 28 matches et inscrit 7 essais.
Durant l'été 2012, il rejoint l'AS Béziers Hérault pour deux saisons. Durant ses deux saisons au club, il joue 41 matches et inscrit 5 essais.
Il retourne au CS Bourgoin-Jallieu en 2014. Il reste au club trois saisons et dispute 60 matches de Pro D2 et inscrit 8 essais.
En 2017, il s'engage en Fédérale 1 avec le CS Vienne rugby dont il devient le capitaine. En trois saisons, il joue 59 matches et inscrit 7 essais.
En juin 2020, il s'engage en Fédérale 2 avec le club du FC Tournon-Tain pour la saison 2020-2021.
En 2006, il remporte le championnat du monde des moins de 21 ans avec l'équipe de France des moins de 21 ans.

## Palmarès
- Champion du monde des -21 ans 2006 (5 sélections, 1 essai).
- 8 sélections en équipe de France des -21 ans en 2005-2006